# Chrysometa cornuta
Chrysometa cornuta là một loài nhện trong họ Tetragnathidae.
Loài này thuộc chi Chrysometa. Chrysometa cornuta được miêu tả năm 1945 bởi Bryant.